# Lavaux (Trois-Ponts)
Pour les articles homonymes, voir Lavaux (homonymie).
Lavaux (parfois orthographié erronément La Vaux; La Vaux est un hameau de l'ancienne commune de Basse-Bodeux) est un hameau de la commune belge de Trois-Ponts située en Région wallonne dans la province de Liège.
Avant la fusion des communes de 1977, Lavaux faisait partie de la commune de Wanne.

## Situation
Ce hameau ardennais se trouve le long et aux alentours d'une côte menant de Grand-Halleux (au bord de la Salm) à Wanne implanté moins de 2 kilomètres plus au nord. Il se situe aussi à 7,5 kilomètres de Trois-Ponts et à 8 kilomètres de Stavelot et avoisine le hameau de Neuville. Les habitations du hameau sont bâties à une altitude comprise entre 380 m et 430 m.
En dessous de Lavaux (altitude 330 m), à quelques hectomètres en direction de Grand-Halleux, se trouve la ferme de Pafflard située au bord d'un ruisseau faisant office de limite provinciale avec la province de Luxembourg.

## Description
Fermettes anciennes bâties le plus souvent en moellons de grès, fermes et constructions plus récentes se succèdent à travers les prairies situées à proximité des bois.

## Activités
Le hameau compte des chambres d'hôtes et des gîtes ruraux.